# Muath Al-Kasasbeh
Muath Safi Yousef Al-Kasasbeh (în arabă: معاذ صافي يوسف الكساسبة) (n. 29 mai 1988, Kerak, Iordania - d. cca. 3 ianuarie 2015) a fost un pilot militar iordanian care a fost capturat, ținut captiv și ars de viu de către Statul Islamic.
Al-Kasasbeh a fost un locotenent de prim rang în Forțele Aeriene Regale Iordaniene. Avionul pe care îl pilota, un F-16 Fighting Falcon, s-a prăbușit la 24 decembrie 2014, după ce a avut probleme mecanice, cu toate că Statul Islamic a afirmat că ei l-au doborât. El a fost capturat de militanții statului islamic aproape de Rakka, Siria, iar mai târziu a fost amenințat cu executarea. Au existat negocieri pentru a fi eliberat. Cu toate acestea, statul islamic a decapitat prizonierul de schimb, jurnalistul japonez Kenji Goto, și, ulterior, l-a omorât prin incendiere pe Al-Kasasbeh, în timp ce acesta era închis într-o cușcă.